# Daniel Tilas

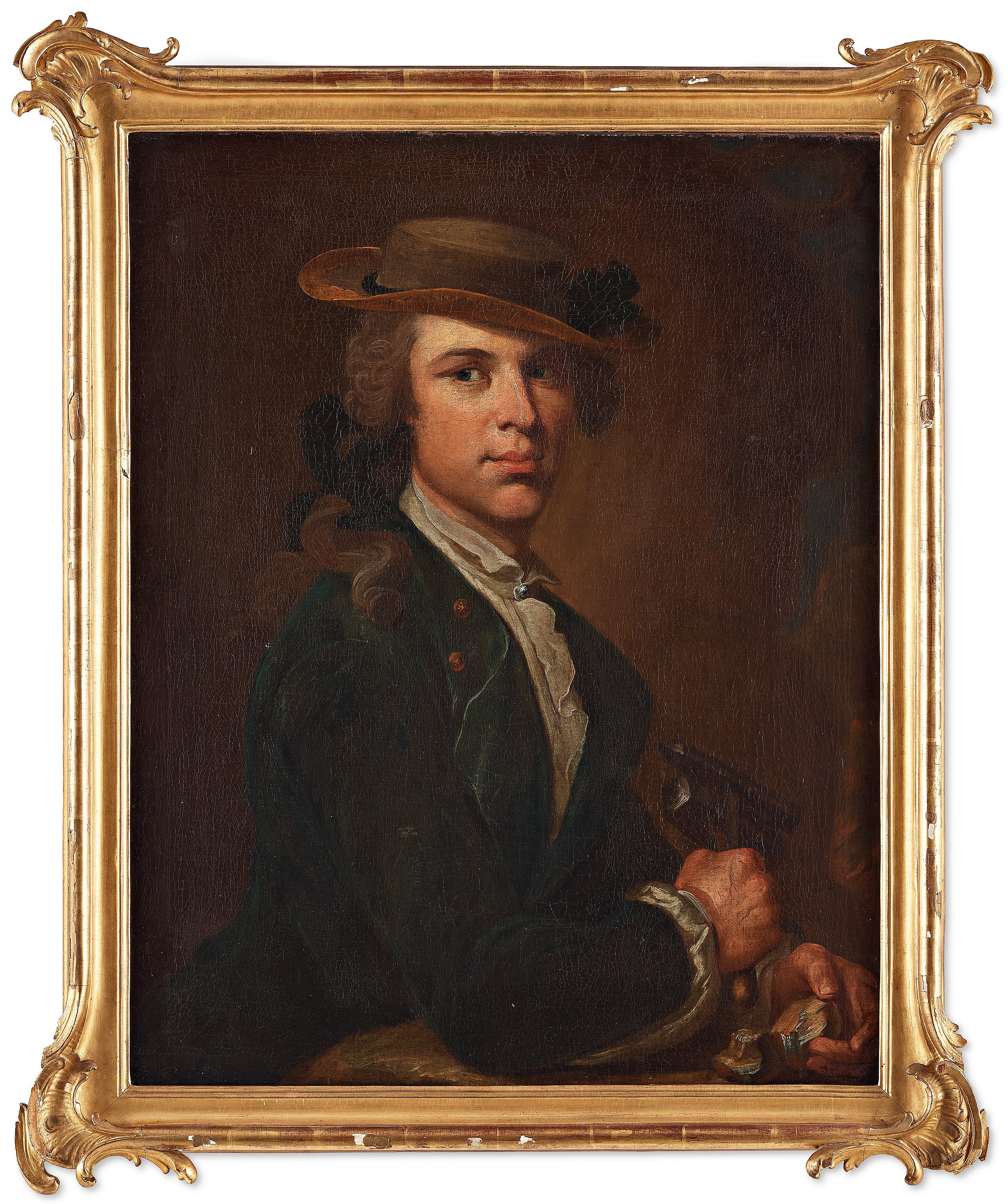
Daniel Tilas, gemalt von Olof Arenius (ca. 1750)

Freiherr Daniel Tilas (Fliesen) (* 2. März 1712 in Gammelbo (Västmanland); † 27. Oktober 1772 in Stockholm)  war ein schwedischer Genealoge, Heraldiker, Reichsherold, Gouverneur, Bergbauingenieur, Mineraloge und Geologe.

## Leben
Tilas war zweimal verheiratet. Seine Ehefrauen waren 1741 Hedvig Reuterholm und 1743 Anna Katarina Åkerhielm. Er hatte einen Sohn, den Dichter und Schriftsteller Baron Samuel Olof Tilas (* 29. August 1744, † 12. September 1772).
Sein vielseitiges wissenschaftliches Leben begann 1723 mit einem Studium an der Universität Uppsala, das er 1726 bis 1728 unterbrach und 1732 beendete. An dieser führenden skandinavischen Einrichtung war er auch später als Dozent tätig. Noch im gleichen Jahr seines Studienabschlusses erhielt er eine Assistentenstelle am Bergamt. Tilas war Mitglied einer Kommission, die sich 1745 mit der Grenzfestlegung zwischen Schweden und Norwegen befasste. Die bei den Geländebegehungen gewonnen geologischen Beobachtungen dokumentierte er umfangreich.
Durch viele Reisen in die nördlichen Regionen Kareliens, Norwegens, Russlands und Schwedens hat er sich umfassendes Wissen angeeignet. Während eines Großbrandes 1751 in Stockholm, Stadtteil Klara, wo er wohnte, sind seine gesamten Unterlagen und Manuskriptkarten, insbesondere die Reiseaufzeichnungen verloren gegangen, so dass nur wenige Zeugnisse über Daniel Tilas Schaffen überliefert sind.
Zu seinen Verdiensten gehörte die Erkenntnis von der Notwendigkeit einer montanistischen Kartierung in den Erzlagerstätten und ihrer Umgebung. Diese Kartierung war eine neue Form zur rationellen und planmäßigen Entwicklung eines Bergbauareals. Seine Bemühungen um solche Kartierungsarbeiten erwiesen sich später als wegweisend, wurden aber von Zeitgenossen kritisch betrachtet.
Viele seiner schriftlichen Arbeiten behandelten die schwedische Mineralogie und Geologie. In Anerkennung seiner Verdienste ist das Mineral Tilasit nach ihm benannt. Tilas war 1739 Gründer, Mitglied und Präsident der Königlichen Schwedischen Akademie der Wissenschaften und seit 1740–45 war er Bergwerksdirektor. Ab 1745 war Tilas Assessor im Bergskollegium, später Bergsrat (1755) und ab 1762 übertrug man ihm das Amt eines Landeshauptmanns.
Seine Erhebung in den Adelsstand, zum Freiherr im Jahr 1766, ebnete ihm den Weg zum Amt des Reichsheraldikers, das er von 1767/68 bis zu seinem Tod 1772 begleitete. Tilas folgte in dieser Position Conrad Ludvig Transchiöld, der 1765 verstarb und das Amt nach ihm führte von 1773 Anders Schönberg bis 1809 zu dessen Tod.

## Verdienste
Tilas war Kommandeur im Nordstern-Orden und langjähriges Parlamentsmitglied.

## Ausgewählte Werke
- Daniel Tilas: Des Freyherrn Daniel Tilas, Entwurf einer schwedischen Mineralhistorie, in einer den 6ten Febr. 1765 in der Königlich-Swedischen Akademie der Wissenschaften in Stockholm bey Abtretung der Präsidentenstelle gehaltenen Rede. übersetzt von Johann Beckmann. Leipzig (Weidmanns Erben und Reich) 1767